# Кундурский сельсовет
Кунду́рский сельсове́т — муниципальное образование со статусом сельского поселения в составе Архаринского района Амурской области.
Административный центр — село Кундур.

## История
18 ноября 2005 года в соответствии с Законом Амурской области № 91-ОЗ муниципальное образование наделено статусом сельского поселения.

## Население
| 2002 | 2010 | 2011 | 2012 | 2013 | 2014 | 2015 |
| ---- | ---- | ---- | ---- | ---- | ---- | ---- |
| 1153 | ↘875 | ↘870 | ↘839 | ↘824 | ↘787 | ↘755 |
| 2016 | 2017 | 2018 | 2019 | 2020 | 2021 |      |
| ↘741 | ↘727 | ↘700 | ↘681 | ↘660 | ↘654 |      |

## Состав сельского поселения
| № | Населённый пункт | Тип населённого пункта       | Население |
| - | ---------------- | ---------------------------- | --------- |
| 1 | Казачий          | село                         | →2        |
| 2 | Кундур           | село, административный центр | ↘693      |
| 3 | Тарманчукан      | село                         | ↘5        |